# 1641 en arts plastiques
| Années des arts plastiques : 1638 - 1639 - 1640 - 1641 - 1642 - 1643 - 1644    |
| Décennies des arts plastiques : 1610 - 1620 - 1630 - 1640 - 1650 - 1660 - 1670 |

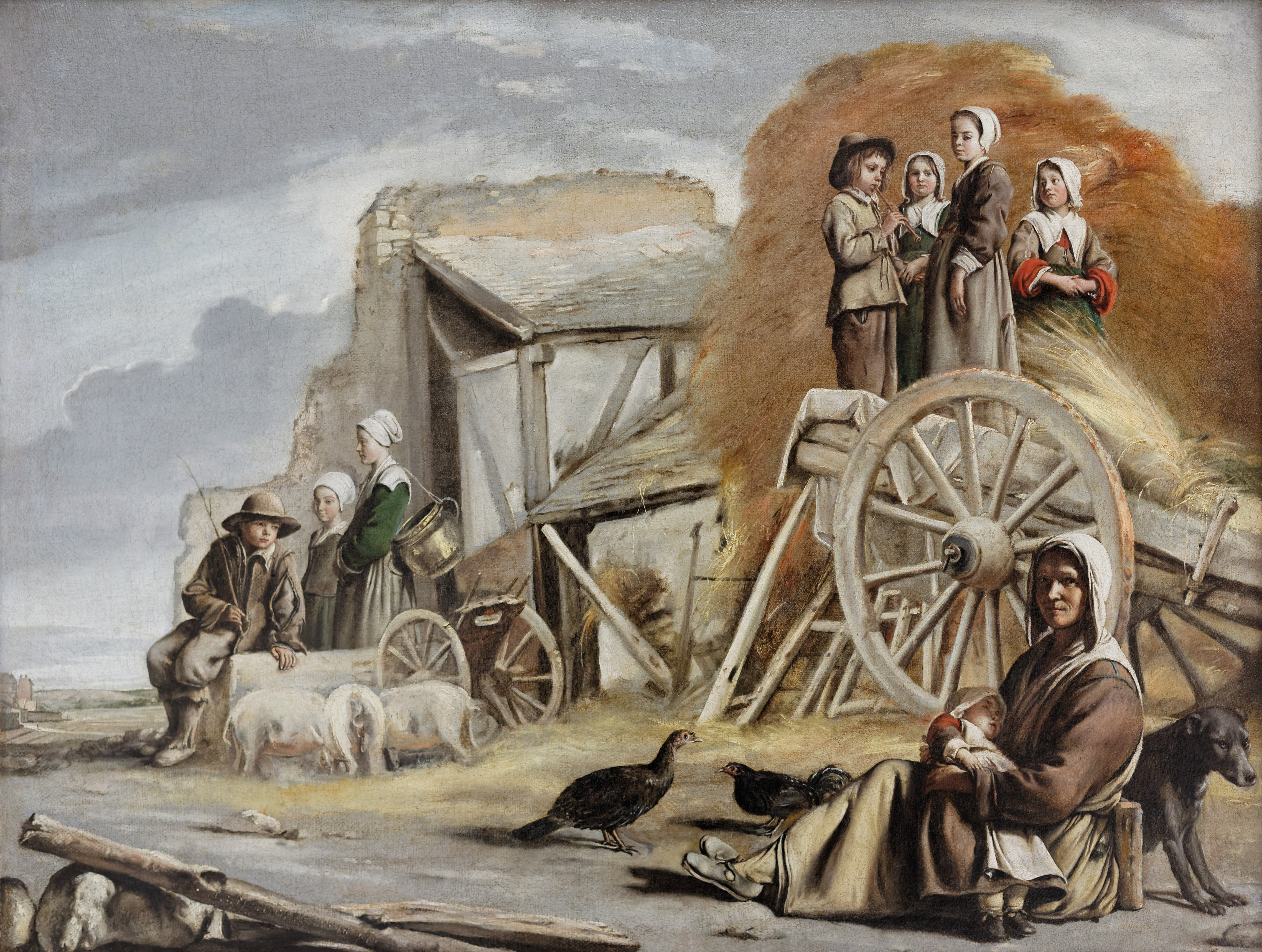
La Charrette, Louis Le Nain.

Cette page concerne l'année 1641 en arts plastiques.

## Naissances
- 10 mars : Jan Pietersz Zomer, graveur, dessinateur, peintre, marchand d'art et collectionneur néerlandais († 18 mai 1724),
- 17 mai : Pierre Mosnier, peintre français († 29 décembre 1703),
- 22 septembre : Jan van Kessel, peintre néerlandais de paysages († 24 novembre 1680),
- 21 décembre : Francesco Castiglione, peintre baroque italien († 1716),
- 27 décembre : Paul Mignard, peintre et graveur français († 5 octobre 1691),
- ? :
  - Andrea Lanzani, peintre baroque italien († 30 mai 1712),
  - Pasquale Rossi, peintre baroque italien  († 28 juin 1722).

## Décès
- 10 avril : Anthonie Verstraelen, peintre paysagiste hollandais (° 1594),
- 16 avril : Le Dominiquin (Domenico Zampieri), peintre italien (° 21 octobre 1581),
- 27 juin : Michiel Jansz. van Mierevelt, peintre du siècle d'or hollandais (° 1er mai 1566),
- 30 juin : Jacob Vosmaer, peintre néerlandais (° vers 1584),
- 15 juillet : Aernout van Buchel, archéologue, dessinateur et humaniste du Siècle d'or néerlandais (° 18 mars 1565),
- 3 octobre : Étienne Martellange, frère jésuite, architecte et peintre français (° 22 décembre 1569),
- 1er novembre : Jan van de Velde le Jeune, peintre, dessinateur et graveur néerlandais (° 1593),
- 9 décembre : Antoine van Dyck, peintre  et graveur flamand (° 22 mars 1599),
- ? :
  - Giovanni Battista della Torre, peintre italien de l'école de Ferrare (° 1585),
  - Adam van Noort, peintre et dessinateur flamand (° 1562),
  - Cristoforo Rustici, peintre italien de l'école siennoise (° 1552),
  - Lazzaro Tavarone, peintre maniériste italien se rattachant à l'école génoise (° 1556),
  - Artus Wolffort, peintre baroque flamand (° 1581),
- 1635 ou 1641 :
  - Léonard Gaultier, dessinateur, graveur et illustrateur français (° 1561).